# Evergestis atrapuncta
Evergestis atrapuncta is een vlinder uit de familie grasmotten (Crambidae). De wetenschappelijke naam van deze soort is voor het eerst gepubliceerd in 2011 door Koen Maes.

## Type
- holotype: "male, 08.III.2005, leg. W. Mey, genitalia slide Maes 20850"
- instituut: MfN, Berlijn, Duitsland
- typelocatie: "Namibia, Campsite Namib-Naukluft NP"

De soort komt voor in Namibië.